# Nolan Allan
Nolan Allan, född 28 april 2003, är en kanadensisk professionell ishockeyback som spelar för Chicago Blackhawks i National Hockey League (NHL).
Han har tidigare spelat för Rockford Icehogs i American Hockey League (AHL) och Prince Albert Raiders och Seattle Thunderbirds i Western Hockey League (WHL).
Allan draftades av Chicago Blackhawks i första rundan i 2021 års draft som 32:a spelare totalt.

## Statistik
| 2016–2017  | Humboldt Broncos U15  | SAAHL      | 19  | 4  | 9  | 13 | 8   | —  | — | —  | —  | —  |
|            | Humboldt Broncos U18  | CFHL       | —   | —  | —  | —  | —   | 2  | 0 | 0  | 0  | 0  |
| 2017–2018  | Humboldt Broncos U15  | SAAHL      | 26  | 12 | 32 | 44 | 57  | 2  | 1 | 2  | 3  | 2  |
| 2018–2019  | Saskatoon Blazers U18 | SMAAAHL    | 39  | 12 | 23 | 35 | 32  | 13 | 6 | 15 | 21 | 26 |
|            | Prince Albert Raiders | WHL        | 7   | 0  | 1  | 1  | 2   | —  | — | —  | —  | —  |
| 2019–2020  | Prince Albert Raiders | WHL        | 58  | 2  | 6  | 8  | 25  | —  | — | —  | —  | —  |
| 2020–2021  | Prince Albert Raiders | WHL        | 16  | 1  | 1  | 2  | 21  | —  | — | —  | —  | —  |
|            | La Ronge Ice Wolves   | SJHL       | 5   | 2  | 3  | 5  | 10  | —  | — | —  | —  | —  |
| 2021–2022  | Prince Albert Raiders | WHL        | 65  | 7  | 34 | 41 | 69  | 5  | 0 | 1  | 1  | 2  |
| 2022–2023  | Prince Albert Raiders | WHL        | 16  | 4  | 7  | 11 | 10  | —  | — | —  | —  | —  |
|            | Seattle Thunderbirds  | WHL        | 41  | 7  | 9  | 16 | 40  | 19 | 2 | 8  | 10 | 19 |
| 2023–2024  | Rockford Icehogs      | AHL        | 60  | 5  | 12 | 17 | 47  | —  | — | —  | —  | —  |
| 2024–2025  | Chicago Blackhawks    | NHL        | 1   | 0  | 0  | 0  | 0   | —  | — | —  | —  | —  |
| NHL totalt | NHL totalt            | NHL totalt | 1   | 0  | 0  | 0  | 0   | —  | — | —  | —  | —  |
| WHL totalt | WHL totalt            | WHL totalt | 203 | 21 | 58 | 79 | 167 | 24 | 2 | 9  | 11 | 21 |

### Internationellt
| Källa: Uppdaterad: 2024-10-10 | Källa: Uppdaterad: 2024-10-10 | Källa: Uppdaterad: 2024-10-10 |         | Utv = Utvisningsminuter | Utv = Utvisningsminuter | Utv = Utvisningsminuter | Utv = Utvisningsminuter | Utv = Utvisningsminuter |
| År                            | Lag                           | Mästerskap                    | Matcher | Mål                     | Assists                 | Poäng                   | Utv                     |                         |
| ----------------------------- | ----------------------------- | ----------------------------- | ------- | ----------------------- | ----------------------- | ----------------------- | ----------------------- | ----------------------- |
| 2021                          | Kanada                        | U18-VM                        | 7       | 1                       | 1                       | 2                       | 2                       |                         |
| 2023                          | Kanada                        | JVM                           | 7       | 1                       | 1                       | 2                       | 4                       |                         |
| Junior totalt                 | Junior totalt                 | Junior totalt                 | 14      | 2                       | 2                       | 4                       | 6                       |                         |